# Jarrón de lilas
Jarrón de lilas es un óleo sobre lienzo de 118 x 47 cm realizado por la pintora española Fernanda Francés Arribas hacia 1890. Se encuentra en el Museo del Prado en Madrid (España).

## Descripción
Se trata de un bodegón, vertical y estrecho, protagonizado por un jarrón con lilas (syringa vulgaris). La firma de la autora está incluida en un papel doblado sobre la mesa, junto a un sobre.

## Historia
El cuadro fue adquirido por el Estado por 1.500 pesetas en 1890, tras obtener una tercera medalla en la Exposición Nacional de Bellas Artes de ese año. Se destinó entonces al Museo Nacional de Pintura y Escultura (actual Museo del Prado), donde se encuentra actualmente. Entre los años 1896 y 1971 estuvo en el Museo de Arte Moderno.
En 2020, formó parte de la exposición Invitadas. Fragmentos sobre mujeres, ideología y artes plásticas en España (1833-1931), celebrada en el Museo del Prado, y con la renovación de las salas del siglo XIX de la pinacoteca madrileña realizada en julio de 2021, pasó a formar parte de la colección permanente.